# Market Photo Workshop
Market Photo Workshop je škola fotografie, galerie a projektový prostor v Johannesburgu v Jihoafrické republice, kterou v roce 1989 založil David Goldblatt. Nabízí školení v oblasti vizuální gramotnosti pro opomíjené a marginalizované části jihoafrické společnosti. Zdejší kurzy jsou krátké základní a středně pokročilé, stejně jako delší pokročilé, a v oblasti fotožurnalistiky a dokumentu.
Market Photo Workshop je divizí nadace Market Theatre Foundation.

## Kompetence
Market Photo Workshop nabízí školení o vizuální gramotnosti pro opomíjené a marginalizované části jihoafrické společnosti. Zpočátku se jeho vizuální výstup zaměřoval na sociální dokumentární fotografii, ale nyní se rozšířil o „expresivnější, konceptuálnější a sebeorientovanou nebo komunitně zaměřenou práci“. 
"V jádru se apartheid snažil vytvořit černošskou spodinu, které byla popírána jakákoli imaginativní agentura. Představivost je proto nutně podvratná. Soustředit se pouze na techniku, bez kultivace kritického slovníku tvorby obrazů, by posílilo logiku apartheidu." které vyhovovalo podřadným černým řemeslníkům." 

## Kurzy
Dle zdroje:
- Základní kurz fotografie – 3 měsíce, prezenční
- Kurz fotografie pro středně pokročilé – 3 měsíce, prezenční
- Pokročilý program ve fotografii – 20 týdnů, prezenční
- Program fotožurnalistiky a dokumentární fotografie – 1 rok, prezenční

## Historie
Na počátku organizace Market Photo Workshop byl David Goldblatt kurátorem fotografické výstavy v Market Theatre v roce 1976. V 70. a 80. letech pokračoval v pořádání výstav a nakonec zde zřídil malou galerii.  Aby bylo možné zřídit Market Photo Workshop, Jeremy Ractliffe, otec fotografky Jo Ractliffové, zajistil financování od svěřeneckého fondu DG Murray Trust.  Market Photo Workshop se otevřel v bývalé poště v Newtownu na Bree Street.  Od té doby se dvakrát stěhoval na Newtown, naposledy do ulice Lilian Ngoyi.
Veřejný galerijní prostor byl spuštěn v roce 2005 s názvem Photo Workshop Gallery. Od přestěhování na Lilian Ngoyi Street byla přidána další galerie, Gallery 1989. Ukazuje práce místních i zahraničních fotografů. 
John Fleetwood vedl školu od roku 2002 do roku 2015.  V roce 2021 se tal jejím ředitelem Lekgetho James Makola.
Od roku 2005 nadaci Market Theatre Foundation spravuje ministerstvo umění a kultury. 

## Absolventi
- Jodi Bieberová[2]
- John Fleetwood[2]
- Lebohang Kganye[4]
- Phumzile Khanyile[9]
- Sabelo Mlangeni[2][10]
- Mimi Cherono Ng'ok[11]
- Thabiso Sekgala[2][12]
- Lindokuhle Sobekwa[2]
- Zanele Muholiová[13]
- Nontsikelelo Veleko[2]